# Ascensión Cambrón
Ascensión Cambrón (Córdoba, 1943) es una filósofa, profesora y activista española, defensora del derecho a morir dignamente.

## Trayectoria
Licenciada en Filosofía y Ciencias de la Educación, en 1987 presentó su tesis doctoral con el título El socialismo racional de Ramón de la Sagra, que profundizaba en la figura del sociólogo, economista y botánico español Ramón de la Sagra. Es profesora emérita de Filosofía del Derecho, Moral y Política de la Facultad de Derecho de la Universidad de La Coruña.
Es la presidenta de la asociación Derecho a Morir Dignamente (DMD) en Galicia, y ofrece charlas de divulgación y formación sobre el derecho a morir dignamente. Entre 2019 y 2020 fue miembro de la sección de Pensamiento del Consejo de la Cultura Gallega. Además, ha formado parte de los comités de ética de diversas instituciones como el Complejo Hospitalario Universitario de La Coruña (CHUAC) o la Universidad de La Coruña (UDC).
Ha sido invitada como experta en instituciones internacionales, ante la Comisión sobre Género del Parlamento Europeo en Bruselas, dónde se encargó de redactar las directrices necesarias en la Unión Europea sobre el tráfico de óvulos. También ha colaborado con la Comisión del Partido Socialista Obrero Español (PSOE) en el Parlamento de Galicia, encargándose de elaborar el anteproyecto de la ley de muerte digna, que se aprobó por unanimidad el 26 de junio de 2015.
Reside en La Coruña desde 1976.

## Obra
- 1988 – El socialismo racional de Ramón de la Sagra. Universidad de Santiago de Compostela. ISBN 84-404-1691-1.
- 1994 – Ramón de la Sagra. Ayuntamiento de La Coruña. ISBN 84-86531-86-1.

### Obras colectivas
- 1998 – Entre el nacer y el morir. Editorial Comares. ISBN 978-84-8151-610-4.
- 2001 – Reproducción asistida. Promesas, reglas y realidad. Editorial Trotta. ISBN 84-8164-491-9.